# Christian Sarvig
Christian Sarvig (8. april 1949 i Cannes – 28. december 2012) var en dansk maler.
Han var søn af digteren Ole Sarvig. Sarvig voksede op i Sydafrika, men kom som femtenårig til Danmark. Som 17 årig sejlede han som kadet på "Skoleskibet Danmark" fordi hans far mente at det ville være godt med et eventyr som han kunne bygge sit kunstnerliv på. Forinden havde han i 2 år gået på kostskolen Hindholm ved Fuglebjerg. Efter "Danmark"  ville han være skuespiller og var to år i lære på Aarhus Teater og halvandet år på Statens Teaterskole. Sarvigs eneste filmrolle blev imidlertid rollen som Adam i filmen Med kærlig hilsen.
I stedet gik han kunstnervejen og uddannede sig som maler på Kunstakademiet.
Han døde i 2012.